# AirAsia
AirAsia es una aerolínea de bajo costo con sede en Sepang, Malasia. El grupo opera vuelos regulares tanto domésticos como internacionales a 100 destinos en 22 países. Su base de operaciones está en la terminal KLIA2 del Aeropuerto Internacional de Kuala Lumpur. Sus aerolíneas afiliadas son Thai AirAsia, Indonesia AirAsia, AirAsia Philippines, AirAsia Cambodia, AirAsia Zest y AirAsia India, y su principal subsidiaria es AirAsia X.

## Flota

### Flota Actual
La flota de la aerolínea está compuesta de los siguientes aviones, con una edad media de 9,3 años (noviembre de 2023).

## Accidentes
- 28 de diciembre de 2014

El vuelo QZ 8501 con 162 personas a bordo, un Airbus A320-200 que cubría la ruta Surabaya (Indonesia) - Singapur de la filial Indonesia AirAsia, perdió contacto con control de tráfico aéreo, Las autoridades iniciaron una operación de búsqueda y rescate luego de conocerse el incidente.
- 30 de diciembre de 2014

El vuelo Z 2272 con 159 personas a bordo, un Airbus A320-200 que cubría la ruta Manila (Filipinas) - Aklan (Filipinas) de la filial AirAsia Philippines, se salió de la pista de aterrizaje quedando en un pastizal en los alrededores del área terminal. En el incidente no se registraron heridos graves. La aeronave fue evacuada por rampas de emergencia.